# Interior de închisoare
Interior de închisoare este o pictură în ulei pe pânză realizată între 1793-94 de pictorul spaniol Francisco Goya. Pictura este scăldată într-o lumină slabă și rece, care îi conferă un aspect de purgatoriu.
Este una dintre numeroasele lucrări pe care artistul le-a făcut din scene din spitale de psihiatrie, incluzând Curte cu nebuni (1793-1794) și Azilul nebunilor (1812-1813). Aceste lucrări au fost pictate într-o perioadă în care casele de nebuni erau „găuri în suprafața socială, mici gunoaie unde psihoticul putea fi aruncat fără cea mai mică încercare de a descoperi, clasifica sau trata natura bolii lor.” Goya se temea adesea pentru propria sănătate mentală, fapt care subliniază sentimentele de teamă din aceste lucrări.